# 謝緬基 (巴爾區)
49°0′9″N 27°38′52″E / 49.00250°N 27.64778°E
謝緬基（烏克蘭語：Семенки），是烏克蘭的村落，位於該國西南部文尼察州，由日梅林卡區負責管轄，面積7.3平方公里，海拔高度305米，2001年人口385，人口密度每平方公里52.74人。